# Ангулем
Ангулем (фр. Angoulême) је насељено место у Француској у региону Нова Аквитанија. То је главни град департмана Шарант.
По подацима из 2010. године број становника у месту је био 41.613, а густина насељености је износила 1.904 становника/км².
Француски физичар Шарл-Огистен де Кулон рођен је 1806. у Ангулему.
Познат је по производњи папира и у њему се налази катедрала Св. Петра из дванаестог века.

## Географија

### Клима
| Клима (Ангулем)            | Клима (Ангулем) | Клима (Ангулем) | Клима (Ангулем) | Клима (Ангулем) | Клима (Ангулем) | Клима (Ангулем) | Клима (Ангулем) | Клима (Ангулем) | Клима (Ангулем) | Клима (Ангулем) | Клима (Ангулем) | Клима (Ангулем) | Клима (Ангулем) |
| Показатељ \ Месец          | .Јан.           | .Феб.           | .Мар.           | .Апр.           | .Мај.           | .Јун.           | .Јул.           | .Авг.           | .Сеп.           | .Окт.           | .Нов.           | .Дец.           | .Год.           |
| -------------------------- | --------------- | --------------- | --------------- | --------------- | --------------- | --------------- | --------------- | --------------- | --------------- | --------------- | --------------- | --------------- | --------------- |
| Средњи максимум, °C (°F)   | 9,4 (48,9)      | 11 (52)         | 14,4 (57,9)     | 16,9 (62,4)     | 20,8 (69,4)     | 24,3 (75,7)     | 26,8 (80,2)     | 26,7 (80,1)     | 23,5 (74,3)     | 18,9 (66)       | 13 (55)         | 9,8 (49,6)      | 18 (64)         |
| Просек, °C (°F)            | 6,6 (43,9)      | 6,9 (44,4)      | 9,7 (49,5)      | 11,9 (53,4)     | 15,7 (60,3)     | 19,0 (66,2)     | 21,0 (69,8)     | 20,9 (69,6)     | 17,9 (64,2)     | 14,4 (57,9)     | 9,3 (48,7)      | 6,6 (43,9)      | 13,3 (55,9)     |
| Средњи минимум, °C (°F)    | 2,8 (37)        | 2,8 (37)        | 4,9 (40,8)      | 6,9 (44,4)      | 10,6 (51,1)     | 13,6 (56,5)     | 15,3 (59,5)     | 15 (59)         | 12,3 (54,1)     | 9,8 (49,6)      | 5,5 (41,9)      | 3,3 (37,9)      | 8,6 (47,5)      |
| Количина падавина, mm (in) | 71,9 (28,31)    | 52 (20,5)       | 57,7 (22,72)    | 71 (28)         | 65,1 (25,63)    | 52,3 (20,59)    | 48,2 (18,98)    | 47,3 (18,62)    | 59,8 (23,54)    | 81,2 (31,97)    | 86,3 (33,98)    | 84,3 (33,19)    | 777,1 (305,94)  |
| [ тражи се извор ]         |                 |                 |                 |                 |                 |                 |                 |                 |                 |                 |                 |                 |                 |

## Демографија
| 1962.  | 1968.  | 1975.  | 1982.  | 1990.  | 1999.  | 2006.  | 2011.  |
| ------ | ------ | ------ | ------ | ------ | ------ | ------ | ------ |
| 48.190 | 47.822 | 47.221 | 46.197 | 42.876 | 43.171 | 42.096 | 41.776 |

## Партнерски градови
- Турда
- Бери
- Chicoutimi
- Геленџик
- Хилдесхајм
- Хофман Естејтс (Илиноис)
- Ségou
- Виторија
- Ханој